# Kei Homma
Kei Homma (Kōchi, 14 maggio 1985) è un allenatore di calcio ed ex calciatore giapponese, di ruolo difensore, tecnico della Nazionale di calcio femminile dello Sri Lanka.

## Carriera
Dopo essersi laureato al Japan Soccer College, ha iniziato come allenatore delle squadre locali.